# G. Love and Special Sauce
G. Love and Special Sauce è l'album di debutto della band americana G. Love & Special Sauce, pubblicato nel 1994. L'album è stato certificato disco d'oro dopo aver venduto 500.000 copie. Contiene la canzone Cold Beverage, che divenne un punto fermo delle radio universitarie, così come Baby's Got Sauce, che KEXP-FM 90.3 di Seattle definì la canzone dell'anno.

## Accoglienza e recensioni
Il Philadelphia Inquirer ha scritto che il modo di suonare spensierato di G. Love "rifrange il blues in una sfilza di colori improbabili, e il suo rap, uno stile che lui chiama 'ragmop', è uno degli aggiornamenti più significativi del fraseggio blues da quando i rocker britannici si sono appassionati al suono a metà degli anni '60." Il Globe and Mail ha concluso che "non è niente di profondo e senza dubbio farà arrabbiare sia i puristi del blues che quelli del rap, ma è comunque un bel divertimento stupido."
L'album è stato incluso nel libro 1001 Albums You Must Hear Before You Die.

## Tracce
1. The Things That I Used to Do – 3:35
2. Blues Music – 4:17
3. Garbage Man – 4:51
4. Eyes Have Miles – 5:22
5. Baby's Got Sauce – 3:54
6. Rhyme for the Summertime – 3:06
7. Cold Beverage – 2:33
8. Fatman – 4:16
9. This Ain't Living – 6:34
10. Walk to Slide – 4:28
11. Shooting Hoops (with Mou Akoon) – 3:31
12. Some Peoples Like That – 4:49
13. Town to Town – 3:33
14. I Love You – 3:32